# Ørby (Gribskov Kommune)
 For alternative betydninger, se Ørby. (Se også artikler, som begynder med Ørby)
Ørby er en landsby i Nordsjælland med 312 indbyggere  (2024). Ørby er beliggende i Vejby Sogn fire kilometer syd for Vejby, seks kilometer nordvest for Helsinge og 22 kilometer nordvest for Hillerød. Landsbyen tilhører Gribskov Kommune og ligger i Region Hovedstaden.
Ørby Station er station på Gribskovbanen og beliggende i landsbyen.
I 1682 bestod Ørby af 13 gårde og 9 huse uden jord. Det samlede dyrkede areal udgjorde 469,3 tønder land skyldsat til 90,05 tdr hartkorn. Dyrkningsformen var trevangsbrug.